# Hervormde kerk (Otterlo)
De Hervormde kerk van het dorp Otterlo in de Nederlandse provincie Gelderland is eigendom van de Hervormde gemeente van Otterlo (PKN) en wordt wekelijks gebruikt voor kerkdiensten.
Er was in 1215 reeds sprake van een kerkgebouw in Otterlo. Er was in dat jaar sprake van het Kerspel Otterlo. Vanaf 1580 werd het gebied waarin Otterlo ligt protestants ten gevolge van de Reformatie en kreeg de kerk haar eigen dominee. Sinds 1811 is er pas een kerkenraad.
Het gebouw heeft een romaans schip. Het koor is laatgotisch en de toren dateert van rond 1500.
Tussen 1968 en 1973 vond een ingrijpende restauratie plaats waarbij de kerk weer teruggebracht werd in de stijl van rond 1580.

## Orgel
Het orgel in de kerk werd in 1896 geleverd door W. van Rossum. Hij was organist en beiaardier in Schoonhoven. Het is echter onduidelijk wie de bouwer van het instrument is. In 1974 werd het orgel uitgebreid door Bernhard Koch uit Apeldoorn.
In 2023 zijn er restauratiewerkzaamheden aan het orgel verricht door Elbertse & Van Vulpen Orgelmakers. 
Er is een stemvloer aangebracht achter het bovenwerk, de balg is opnieuw beleerd, de pneumatiek en bijbehorende windladen zijn gerestaureerd, de pulpeten zijn vervangen, de Trompet 8 is vervangen door een nieuw exemplaar in volle bekerlengte en de Quint 1 1/3 van het bovenwerk is vervangen door een Dulciaan 8.
Hieronder volgt de dispositie:
| Hoofdwerk C-f’’’      |        |
| Prestant              | 8' *   |
| Roerfluit             | 8'     |
| Octaaf                | 4' *   |
| Octaaf                | 2' *   |
| Mixtuur 3 st.         | 1 1/3' |
| Sesquialter (2 st.) D |        |
| Trompet               | 8'     |

| Bovenwerk C-f’’’ |        |
| Holpijp          | 8' *   |
| Salicionaal      | 8'     |
| Celeste          | 8'     |
| Fluit            | 4' *   |
| Nasard           | 2 2/3' |
| Nachthoorn       | 2'     |
| Dulciaan         | 8      |
| Tremulant        |        |

| Pedaal C-d’ |       |
| Subbas      | 16' * |
| Octaafbas   | 8'    |

| Koppelingen |
| I + II      |
| Ped. + I    |
| Ped. + II   |

* : Oorspronkelijke registers uit 1896

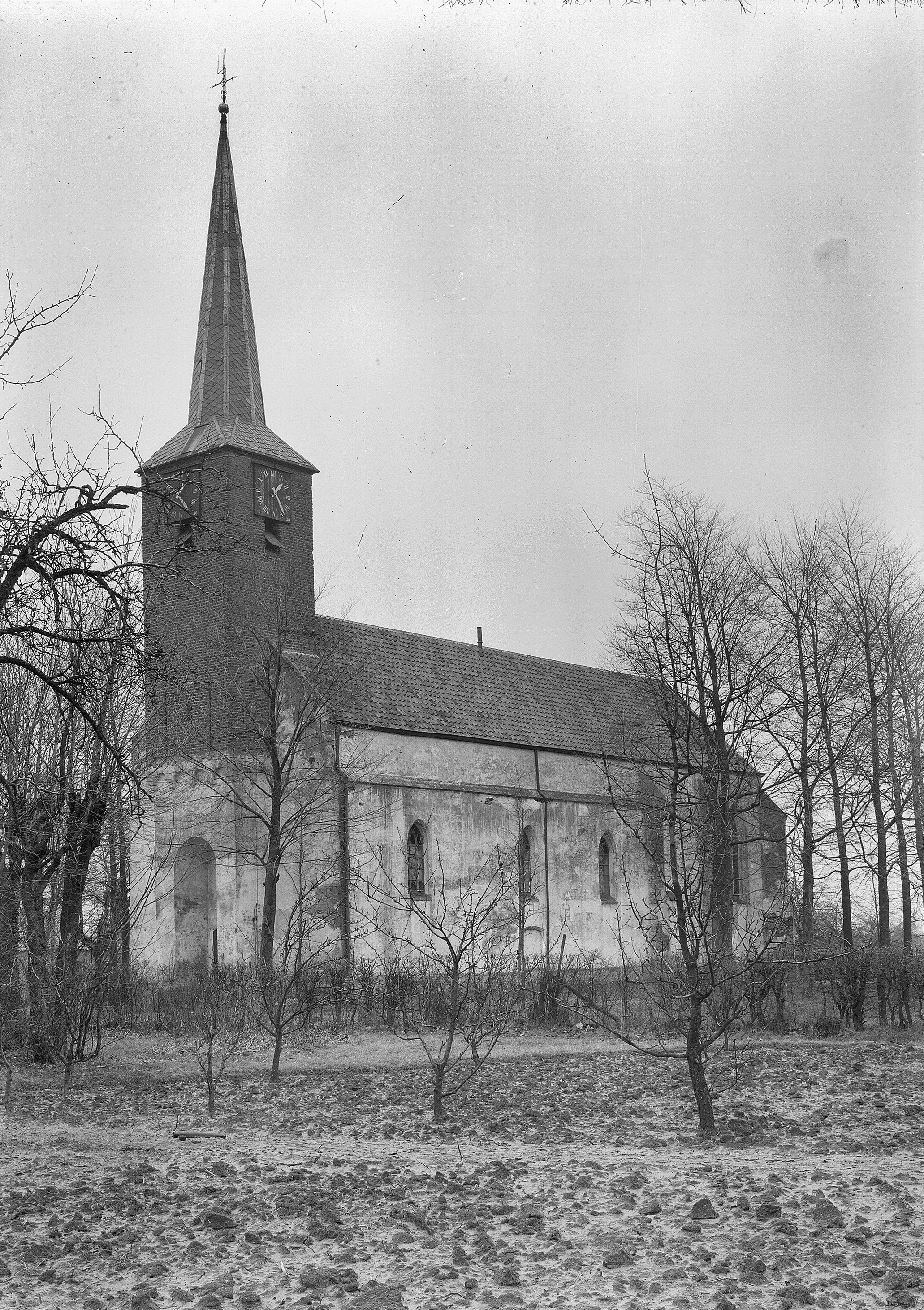
De kerk in 1941
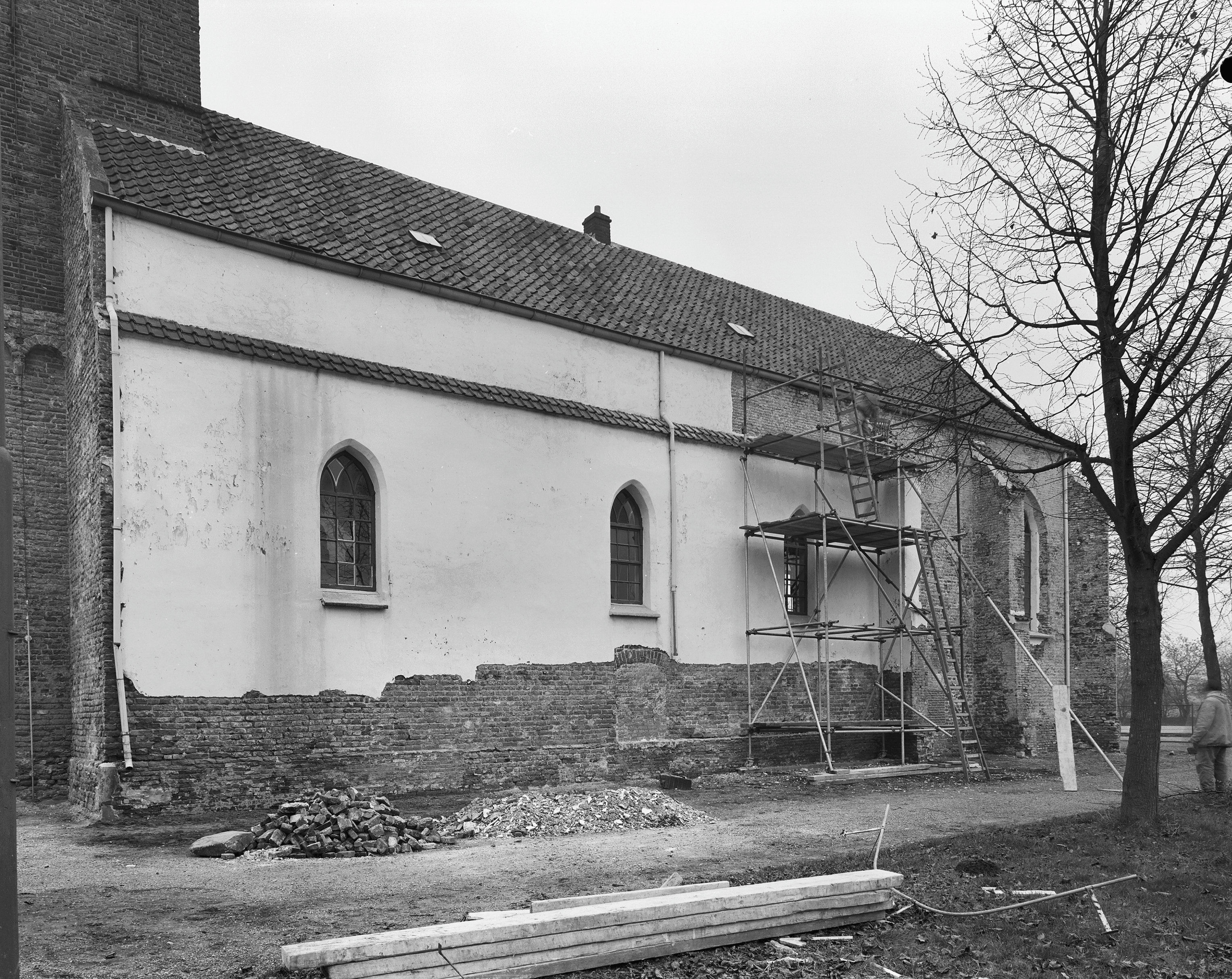
Restauratie in 1968